# 圣洛朗迪蓬
圣洛朗迪蓬（法語：Saint-Laurent-du-Pont，法語發音：[sɛ̃ loʁɑ̃ dy pɔ̃]）是法国伊泽尔省的一个市镇，属于格勒诺布尔区。1970年11月1日，圣洛朗迪蓬发生了震惊全法的5-7夜总会火灾，146人在此次事故中丧生。

## 地理
圣洛朗迪蓬（45°23'15"N, 5°44'5"E）面积35.25 平方千米，位于法国奥弗涅-罗讷-阿尔卑斯大区伊泽尔省，该省份为法国东南部内陆省份，北起顺时针与安省、萨瓦省、上阿尔卑斯省、德龙省、阿尔代什省、卢瓦尔省和罗讷省。
与圣洛朗迪蓬接壤的市镇（或旧市镇、城区）包括：昂特尔德吉耶、米里贝勒莱塞谢勒、吉耶河畔圣克里斯托夫、滨河圣约瑟夫、圣皮埃尔-德沙特勒斯。

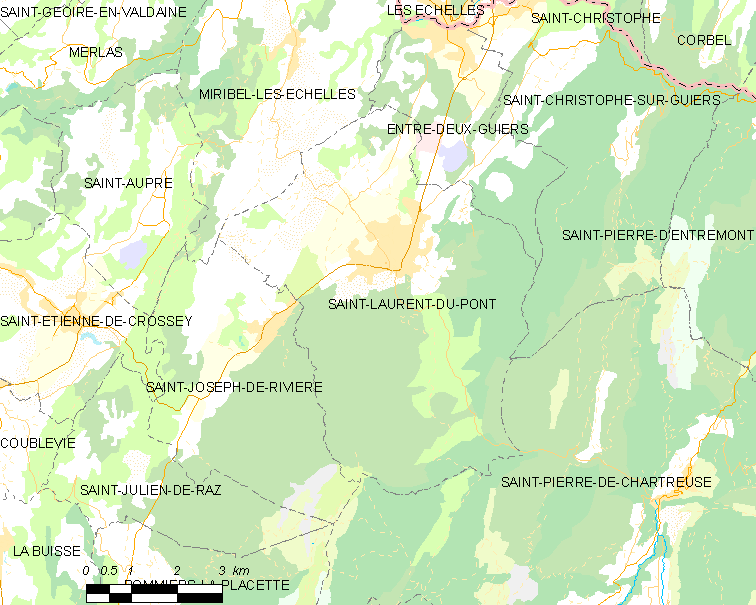
圣洛朗迪蓬的OSM定位图

圣洛朗迪蓬的时区为UTC+01:00、UTC+02:00（夏令时）。

## 行政
圣洛朗迪蓬的邮政编码为38380，INSEE市镇编码为38412。

## 政治
圣洛朗迪蓬所属的省级选区为沙特勒斯-吉耶县。

## 人口

1962-2008年间圣洛朗迪蓬人口变化图示

圣洛朗迪蓬于2022年1月1日时的人口数量为4502人。